# Contrexéville
Contrexéville is een gemeente in het Franse departement Vosges (regio Grand Est) en telt 3105 inwoners (2020). De plaats maakt deel uit van het arrondissement Neufchâteau. In de gemeente ligt spoorwegstation Contrexéville. De rivier de Vair stroomt door de bebouwde kom.
De minerale bronnen van Contrexéville zijn plaatselijk al vele jaren bekend, maar werden pas tegen het einde van de achttiende eeuw algemeen bekend. De bijzondere reputatie van Contrexéville als kuuroord en bron van mineraalwater dateert uit 1864, toen de ontwikkeling begon door de Société des Eaux de Contrexéville. Mineraalwater wordt hier gebotteld door Nestlé Waters France, onder de merknaam Contrex.

## Geografie
De oppervlakte van Contrexéville bedraagt 14,9 km², de bevolkingsdichtheid is 248,9 inwoners per km².

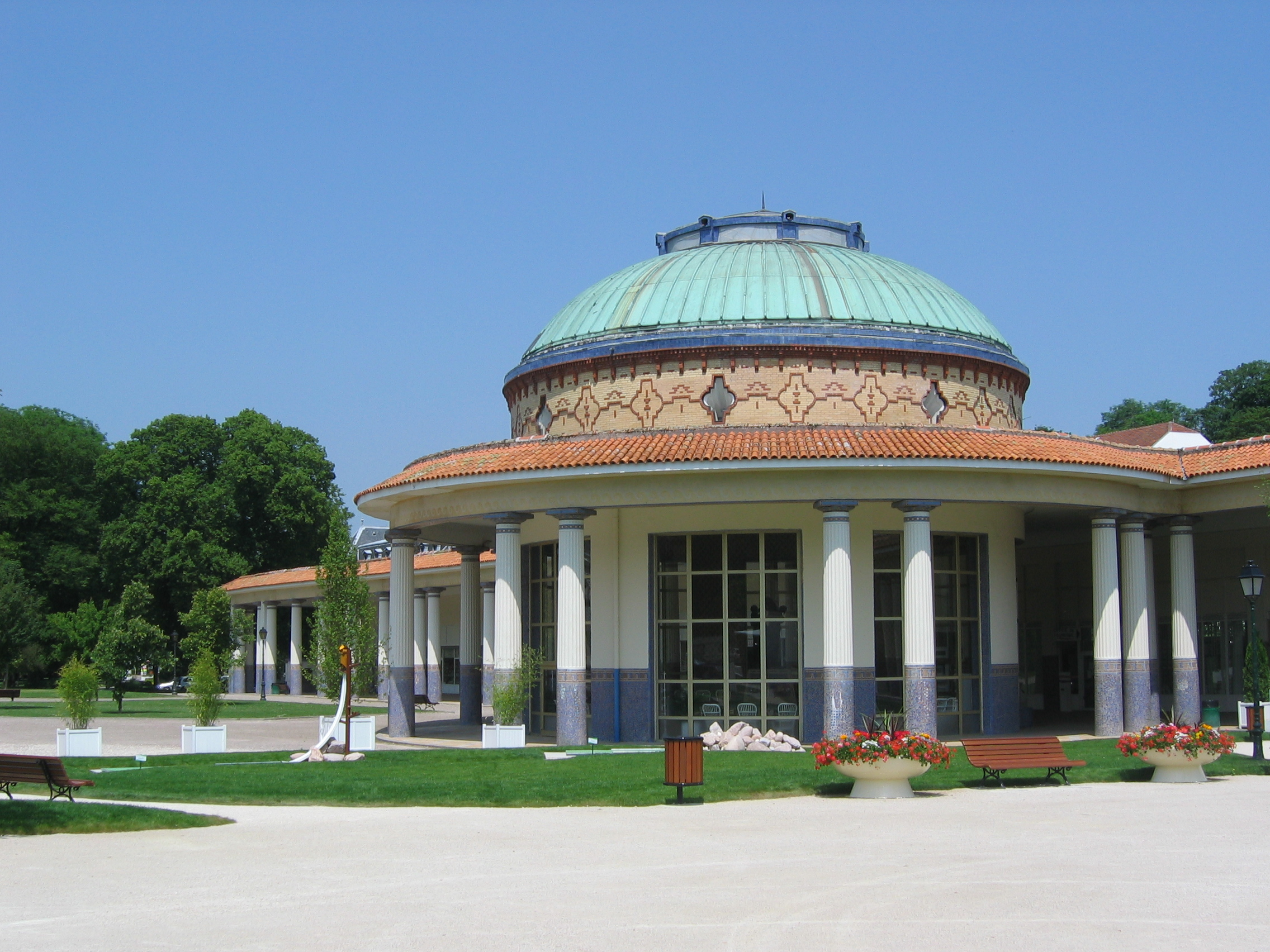
Rotonde

De onderstaande kaart toont de ligging van Contrexéville met de belangrijkste infrastructuur en aangrenzende gemeenten.

## Demografie
Onderstaande figuur toont het verloop van het inwonertal (bron: INSEE-tellingen).